# ヒポタウリン
ヒポタウリン（hypotaurine）は、スルフィン酸の一つでタウリンの生合成における中間体である。タウリンのように、グリシン受容体を活性化し、内因性神経伝達物質として作用する。